# Edgar Theodore Wherry
Edgar Theodore Wherry (1885 - 1982) fue un geólogo, edafólogo, y botánico estadounidense. Fue un profundo interesado en helechos y en Sarracenia.
En 1906, Wherry obtuvo su B.A. en Química, en la Universidad de Pensilvania. Y su doctorado en mineralogía en 1909, de la misma Universidad. De 1908 a 1912, enseña en la Lehigh University. Vivió en Washington D. C. de 1912 a 1930, trabajando parte de su tiempo como asistente curador de Mineralogía del U. S. National Museum, y también para el Bureau de Química del United States Department of Agriculture. Enseñó botánica en la Universidad de Pensilvania de 1930 a 1955, cuando se retiró. Escribió numerosos artículos sobre mineralogía en aquellos años.
A los 30 años, se interesó en helechos, y desarrolló mucha obra en ese campo por el resto de su vida. De 1934 a 1939, fue presidente de la American Fern Society. Escribió tres guías claves de los helechos del este de Norteamérica. El primero Guide to Eastern Ferns de 1937, seguido por una gran actualización The Fern Guide de 1961, y finalmente The Southern Fern Guide de 1964. Estuvo a la vanguardia de la labor taxonómica en helechos, y sus guías de campo fueron mucho más de taxonomía actual que otras guías de la época. Donó todas las regalías de las guías de campo de helechos, a la American Fern Society.

## Honores

### Eponimia
El "Galardón Edgar T. Wherry" se estableció en 1989 por la Botanical Society of America para el mejor artículo presentado cada año en la Sección de pteridófitas.

## Especies nombradas en honor de Wherry
- (Aspleniaceae) Asplenium x wherryi D.M.Sm. (A. bradleyi x A. montanum)
- (Dryopteridaceae) Dryopteris x neo-wherryi Wagner (D. goldiana x D. marginalis)
- (Polemoniaceae) Phlox wherryii Heath[1]

## Especies nombradas por Wherry
- Asplenium x trudellii Wherry (A. montanum x Asplenium pinnatifidum)
- Microgramma heterophylla (L.) Wherry
- Sarracenia oreophila (Kearney) Wherry
- Sarracenia jonesii Wherry

## Algunas publicaciones
- Wherry, Edgar T. Wild Flowers of Mount Desert Island, Maine. Garden Club of Mount Desert, Bar Harbor, Maine. 1928. 164 pp. il.
- Wherry, Edgar T. The Wild Flower Guide, Northeastern and Midland United States. Doubleday, Garden City, New York. 1948. 202 pp. il.
- Wherry, Edgar T. Guide to Eastern Ferns. Illustrated with line drawings by Oliver Stoner and Cyrus Feldman. First edition: The Science Press Printing Company, Lancaster, Pennsylvania. 1937. iv, 220 pp. frontispiece, ilus. 6.5x4in (170x100mm), tapa dura. 2.ª ed. Univ. of Pennsylvania Press, Filadelfia, Pensilvania. 1942. iv, 252 pp. Reimpreso de la 2.ª ed. Univ. of Pennsylvania Press, Filadelfia, Pensilvania. 1948. iv, 252 pp. tapa dura
- Wherry, Edgar T. The Genus Phlox. 174 p., ilus. Morris Arboretum Monograph 3. 1955. 174 pp. il.
- Wherry, Edgar T. The Fern Guide (Northeastern and Midland United States and Adjacent Canada; Doubleday Nature Guide Series). Ilustró James C. W. Chen. 1.ª impresión Doubleday & Co. Garden City, New York. 1961. 318 pp. Reimpreso: Dover Publ. Inc., New York, New York. 1994 (1995?). 318 pp. 120 b/w ill, tapa blanda. ISBN 0486284964
- Wherry, Edgar T. The Southern Fern Guide (Southeastern and Midland United States; Doubleday Nature Guide Series). Illustrated by James C. W. Chen and Keith C. Y. Chen. 1.ª ed.: Doubleday & Co., Garden City, New York. 1964. 349 pp. hardcover. 2.ª ed.: "Corrected First Edition with Nomenclatural Changes". American Fern Society, New York Chapter, Bronx, New York. 1972. 349 pp. tapa blanda. LC 77-93190. Reimpreso de la 2.ª ed.: Am. Fern Society, New York Chapter, Bronx, New York. 1978. 349 pp. tapa dura

- La abreviatura «Wherry» se emplea para indicar a Edgar Theodore Wherry como autoridad en la descripción y clasificación científica de los vegetales.[2]